# Kaho (actrice)
Pour les articles homonymes, voir Kaho.
Kaho (夏帆), née à Tokyo (Japon) le 30 juin 1991, est une actrice japonaise et mannequin. Son véritable nom n'est pas divulgué.

## Biographie
De 2004 à 2007, Kaho fut la onzième Mitsui Rehouse Girl. Elle a reçu un prix du meilleur nouveau talent au Festival du film de Yokohama 2008 pour sa performance dans le film A Gentle Breeze in the Village.

## Filmographie partielle

### Au cinéma
- 2007 : A Gentle Breeze in the Village (天然コケッコー, Tennen kokekkō?) de Nobuhiro Yamashita (ja)
- 2008 : Tōkyō shōjo (東京少女?) de Kazuya Konaka (ja)
- 2008 : Utatama (うた魂♪?) de Makoto Tanaka (ja)
- 2013 : Blindly in Love (箱入り息子の恋, Hakoiri musuko no moi?) de Masahide Ichii (ja) : Naoko Imai
- 2015 : Notre petite sœur (海街diary, Umimachi daiarii?) de Hirokazu Kore-eda : Chika
- 2017 : Confession of Murder (22年目の告白―私が殺人犯です―, 22 nenme no kokuhaku: Watashi ga satsujinhan desu?) de Yū Irie : Miharu Kishi
- 2017 : Invasion (予兆 散歩する侵略者 劇場版, Yocho sanpo suru shinryakusha gekijoban?) de Kiyoshi Kurosawa : Etsuko Yamagiwa
- 2020 : The Housewife (Red) de Yukiko Mishima : Toko Suguri

### À la télévision
- 2008 : 4 shimai tantei dan
- 2009 : Otomen : Miyakozuka Ryo (série télévisée, 12 épisodes)
- 2011 : Kare, otto, otoko tomodachi
- 2012 : Hitori Shizuka
- 2013 : Minna ! ESPer dayo !
- 2013 : Akuryô byôtô
- 2013 : OL kana no ojisan kansatsu nikki
- 2015 : Yume o ataeru
- 2017 : Rakuen
- 2017 : The Many Faces of Ito : Miki Jinbo

## Distinctions
Sauf indication contraire, les informations mentionnées dans cette section peuvent être confirmées par la base de données cinématographiques IMDb,  présente dans la section « Liens externes ».

### Récompenses
- 2007 : Hōchi Film Award du meilleur nouveau talent pour A Gentle Breeze in the Village
- 2008 : prix du meilleur nouveau talent pour A Gentle Breeze in the Village au Festival du film de Yokohama
- 2008 : Nikkan Sports Film Award du meilleur nouveau talent pour Utatama et Tōkyō shōjo[1]

### Nominations
- 2016 : prix de la meilleure actrice dans un second rôle pour Notre petite sœur aux Japan Academy Prize[2]